# Distretto di Lianchi
Il distretto di Lianchi (莲池区S, Liánchí QūP) è un distretto della Cina, situato nella provincia di Hebei e amministrato dalla prefettura di Baoding.